# Obere Mühle (Siebenmühlental)

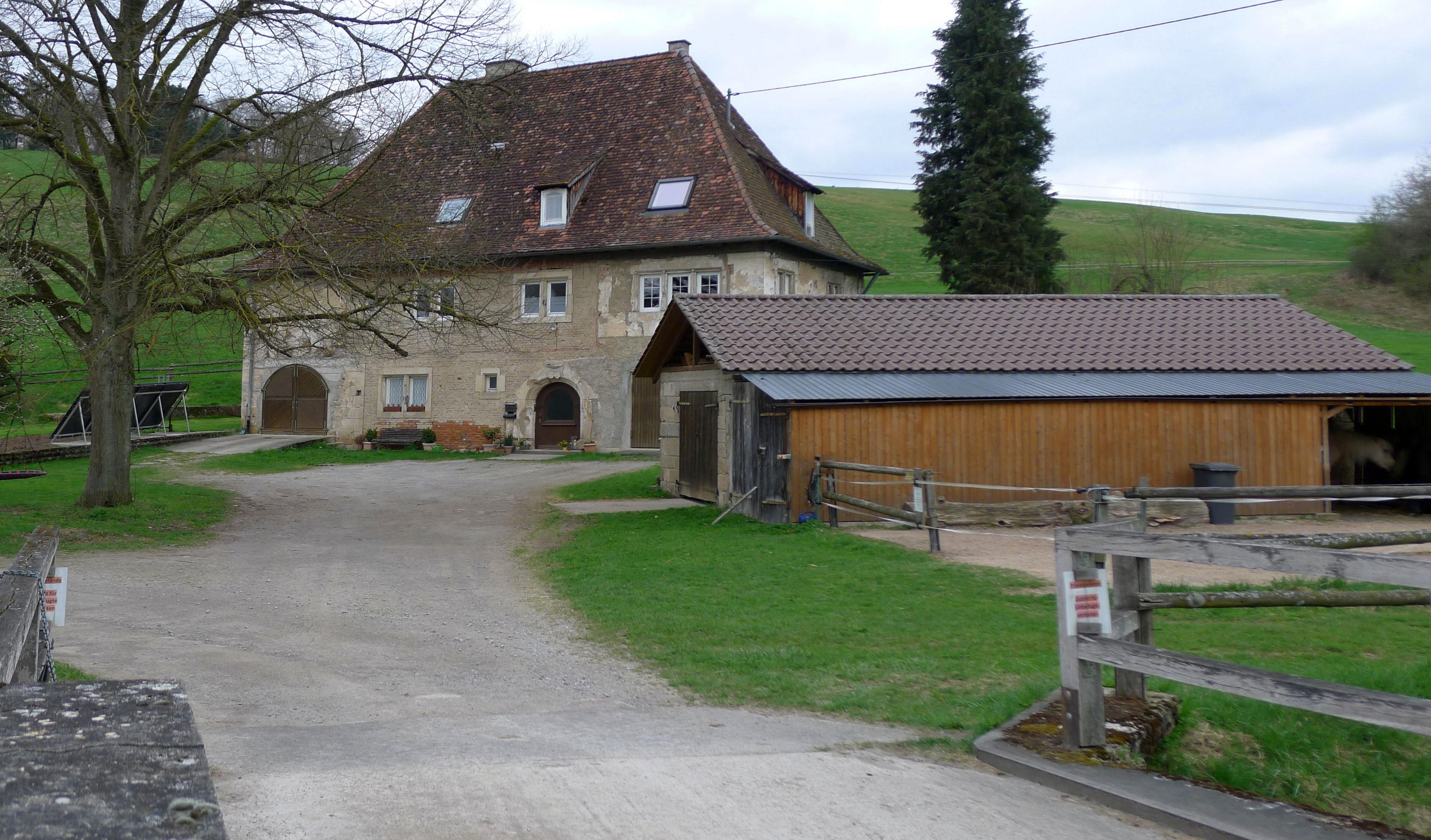
Obere Mühle (Siebenmühlental)

Die Obere Mühle liegt gleich am Eingang des Siebenmühlentales in Musberg, einem Stadtteil von Leinfelden-Echterdingen im baden-württembergischen Landkreis Esslingen in Deutschland.

## Geschichte
Die Mühle wurde erstmals im Jahre 1383 urkundlich als Mohrenmühle erwähnt. Besitzer und Namensgeber war über 200 Jahre eine Familie Mohr. Sie könnte zusammen mit einem nicht mehr vorhandenen Schloss auf der gegenüberliegenden Talseite entstanden sein. Danach ging sie in den Besitz unterschiedlicher Stuttgarter Familien über, was wiederum zu Namensänderungen führte. Im 17. Jahrhundert hieß sie deshalb „Laxenmühle“. Daran erinnert heute noch ein Wappenstein über dem Eingang. Seit dem 18. Jahrhundert heißt die Mühle „Obere Mühle“. Nach einem Brand wurde die Mühle so wiederaufgebaut, wie sie noch heute zu sehen ist. Die Obere Mühle ist eine der wenigen Massivbaumühlen und besitzt ein hohes Walmdach. Anfang des 20. Jahrhunderts wurde der Mühlbetrieb eingestellt und sie wurde als Sägewerk genutzt. 1945 wurde sie ausgeplündert. Nach dem Zweiten Weltkrieg wurde die Mühle landwirtschaftlich genutzt.
Die Obere Mühle steht gemäß § 2 des Denkmalschutzgesetzes unter Denkmalschutz.